# Pulgão-da-cenoura
O pulgão-da-cenoura, ou pulgão-da-erva-doce (Cavariella aegopodii) é um afídio que coloniza algumas plantas da família das umbelíferas (Apiaceae), e salgueiros (género Salix). Ainda que raramente cheguem a causar danos sérios no cultivo da cenoura (uma umbelífera), porque não ocorrem em grandes populações e são frequentemente parasitados por micro-himenópteros, são vectores de algumas doenças de plantas.